# 坪内千恵子
坪内 千恵子（つぼうち ちえこ、1968年4月4日 - ）は、レプロエンタテインメント所属のフリーアナウンサー。

## 略歴
大阪府豊中市出身。東京都立高島高等学校を経て、東京家政大学家政学部を卒業、6年間、東京ブラウスに勤務したのち、2年間、NHK金沢放送局で契約アナウンサーとして活動。任期満了後上京し、フリーに転じた。アナウンス・就活面接学校 Voix を主宰する。血液型はAB型。
趣味はスポーツ観戦（特に高校野球、プロ野球）、音楽鑑賞、読書。そのため、趣味が高じてスポーツ関連の仕事がメインとなっている。
東京マラソンで 10km を完走し、また、松田聖子のファンクラブ会員であり、毎年、コンサートに足を運ぶ。三田村邦彦のファン、韓流ドラマファンでもある。

## 出演

### テレビ
- プロ野球ニュース（フジテレビONE）
- FNNスーパーニュース（フジテレビ系）リポーター
- ビッグスギのステップアップGOLF（テレ玉）
- BS討論（NHK BS1）ナレーション
- イブニング・ワイド630（NHK金沢放送局）キャスター
- レディス4（テレビ東京、2010年1月 - 2012年9月）
  - L4 YOU!（テレビ東京、2012年10月- ）
- 金曜ドラマ・スマイル（TBS）アナウンサー役

### ラジオ
- RFラジオ日本
  - ニュース　（水曜・金曜　日勤）
  - ラジオ日本ジャイアンツナイター
  - ジャイアンツ・タイムズ
  - 松尾雄治のMONDAY FREE KICK
  - ラジオ日本ニュースファイル
- TOKYO FM
  - 吉川ひなのLIFE with PET
  - 桑原正守のOPEN YOUR LIFE
- NHK-FM
  - クラシック・セレクション

### その他
- 東京ドーム場内FM「GFM」巨人戦実況担当